# 시머스 맥널리 대상

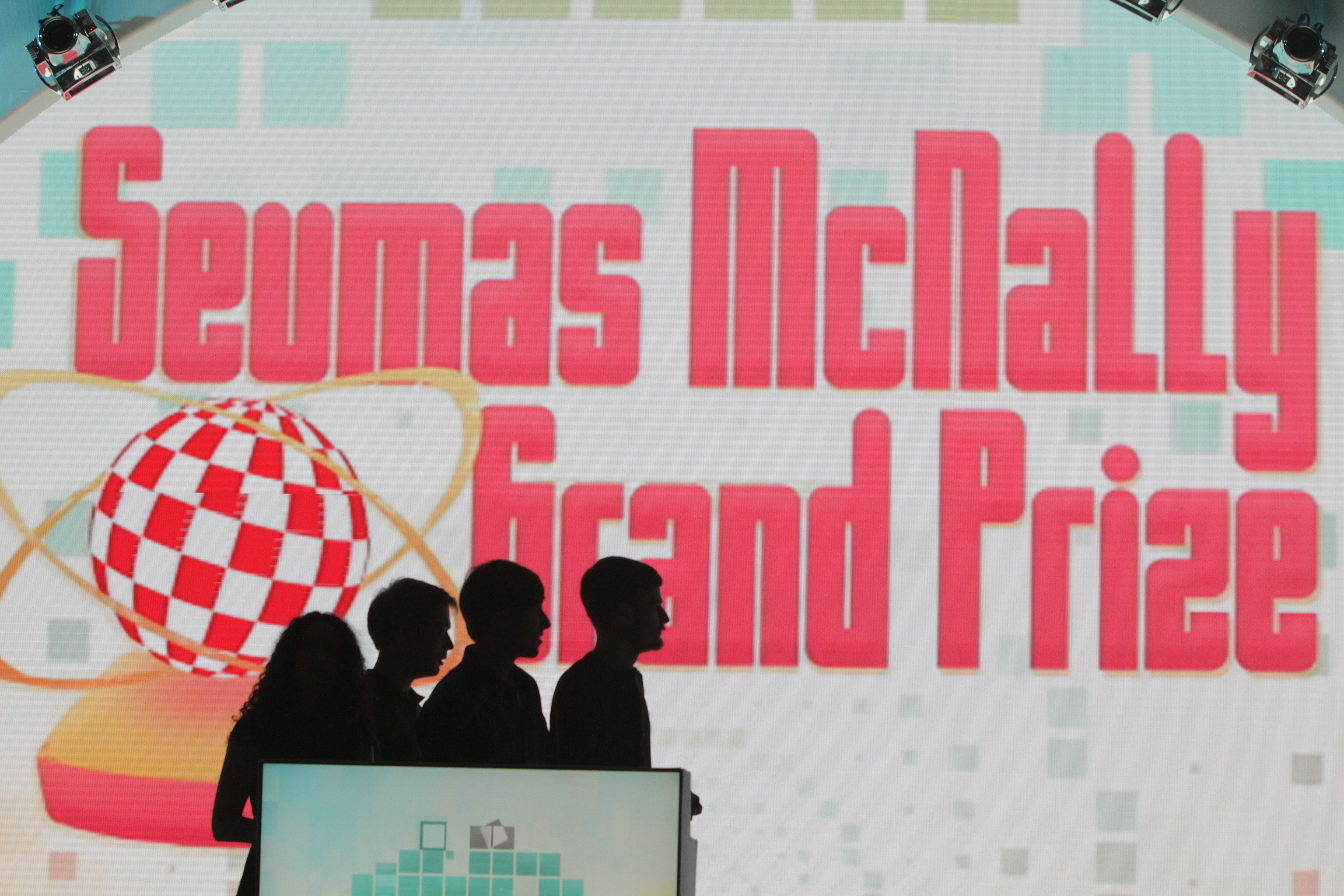
2016년 시머스 맥널리 대상 시상식

시머스 맥널리 대상(Seumas McNally Grand Prize)은 매년 게임 개발자 회의 기간에 열리는 인디펜던트 게임 페스티벌에서 시상하는 상이다. 2000년 《트레드 마크》(Tread Marks)로 인디펜던트 게임 페스티벌 대상을 수상하고 그해 호지킨 림프종으로 세상을 떠난 시머스 맥널리를 기려 상의 이름이 지어졌다. 부상은 미화 10,000~30,000달러가 수여된다.

## 수상작
- 2025: 《컨슘 미》(Consume Me)
- 2024: 《벤바》 (Venba)
- 2023: 《비트레이얼 앳 클럽 로우》 (Betrayal at Club Low)
- 2022: 《인스크립션》 (Inscryption)
- 2021: 《우무란기 제너레이션》 (Umurangi Generation)
- 2020: 《쇼트 하이크》 (A Short Hike)
- 2019: 《오브라 딘 호의 귀환》 (Return of the Obra Dinn)
- 2018: 《나이트 인 더 우즈》 (Night in the Woods)
- 2017: 《쿼드리래터럴 카우보이》 (Quadrilateral Cowboy)
- 2016: 《허 스토리》 (Her Story)
- 2015: 《아우터 와일즈》 (Outer Wilds)
- 2014: 《페이퍼스, 플리즈》 (Papers, Please)
- 2013: 《카트 라이프》 (Cart Life)
- 2012: 《FEZ》
- 2011: 《마인크래프트》
- 2010: 《모나코》(Monaco)
- 2009: 《블루베리 가든》(Blueberry Garden)
- 2008: 《크레용 피직스 딜럭스》(Crayon Physics Deluxe)
- 2007: 《아쿠아리아》(Aquaria)
- 2006: 《다위니아》(Darwinia)
- 2005: 《기쉬》(Gish, 공개 부문), 《윅 앤 페이블 오브 소울스》(Wik and the Fable of Souls, 웹 및 다운로드 부문)
- 2004: 《새비지: 더 배틀 퍼 뉴어스》(Savage: The Battle for Newerth, 공개 부문), 《오아시스》(Oasis, 웹 및 다운로드 부문)
- 2003: 《와일드 어스》(Wild Earth)
- 2002: 《배드 밀크》(Bad Milk)
- 2001: 《섀터드 갤럭시》(Shattered Galaxy)
- 2000: 《트레드 마크》(Tread Marks)
- 1999: 《파이어 앤 다크니스》(Fire and Darkness)